# Sarcofago di Marte e Rea Silvia

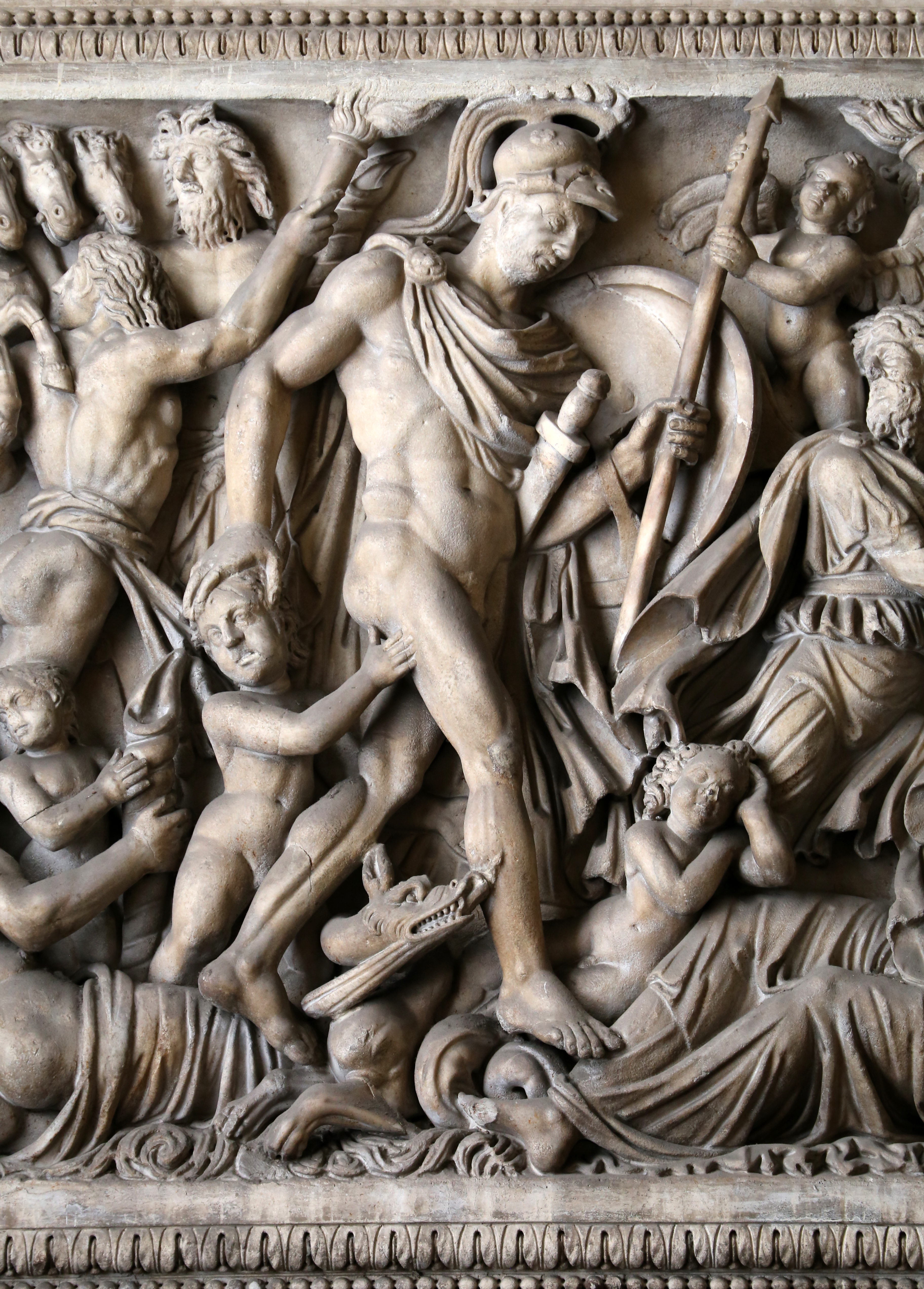
Dettaglio

Il sarcofago di Marte e Rea Silvia, anche detto sarcofago Mattei, si trova a palazzo Mattei a Roma e risale al II-III secolo d. C. La fronte è nel palazzo, i due laterali, coi rilievi dell'Allattamento di Romolo e Remo e di Marte e Rea Silvia, sono nei Musei Vaticani, in particolare nel Museo Pio-Clementino.

## Storia e descrizione
Il sarcofago è decorato da un complesso altorilievo sulla fronte, che è murata sulla parete dello scalone del palazzo, mentre i fianchi sono oggi conservati ai Musei Vaticani.
Il soggetto del rilievo è l'incontro tra Marte e Rea Silvia, sorpresa nel sonno, che diventerà la madre dei gemelli Romolo e Remo. Numerose figure fanno da contorno alla scena, tra le quali spiccano una personificazione della dea Venere, assisa a destra, e del dio Oceano, sdraiato in basso a sinistra, contrapposto alla Tellus sdraiata sul lato opposto. Sui fianchi si trovano invece raffigurate le scene della Lupa che allatta il gemelli e di un'altra rappresentazione del Tevere.
Del sarcofago si trova una copia nel Museo della Civiltà Romana, l'unica che permetta di apprezzare l'insieme originario. Esistono copie delle figure del sarcofago eseguite dalla bottega di Pisanello nel 1431-1432, conservate nella Biblioteca Ambrosiana a Milano, che testimoniano l'interesse antiquario di quella stagione, ma anche la reinterpretazione libera del modello, con i singoli soggetti estrapolati e accostati in nuove composizioni.

## Altre immagini

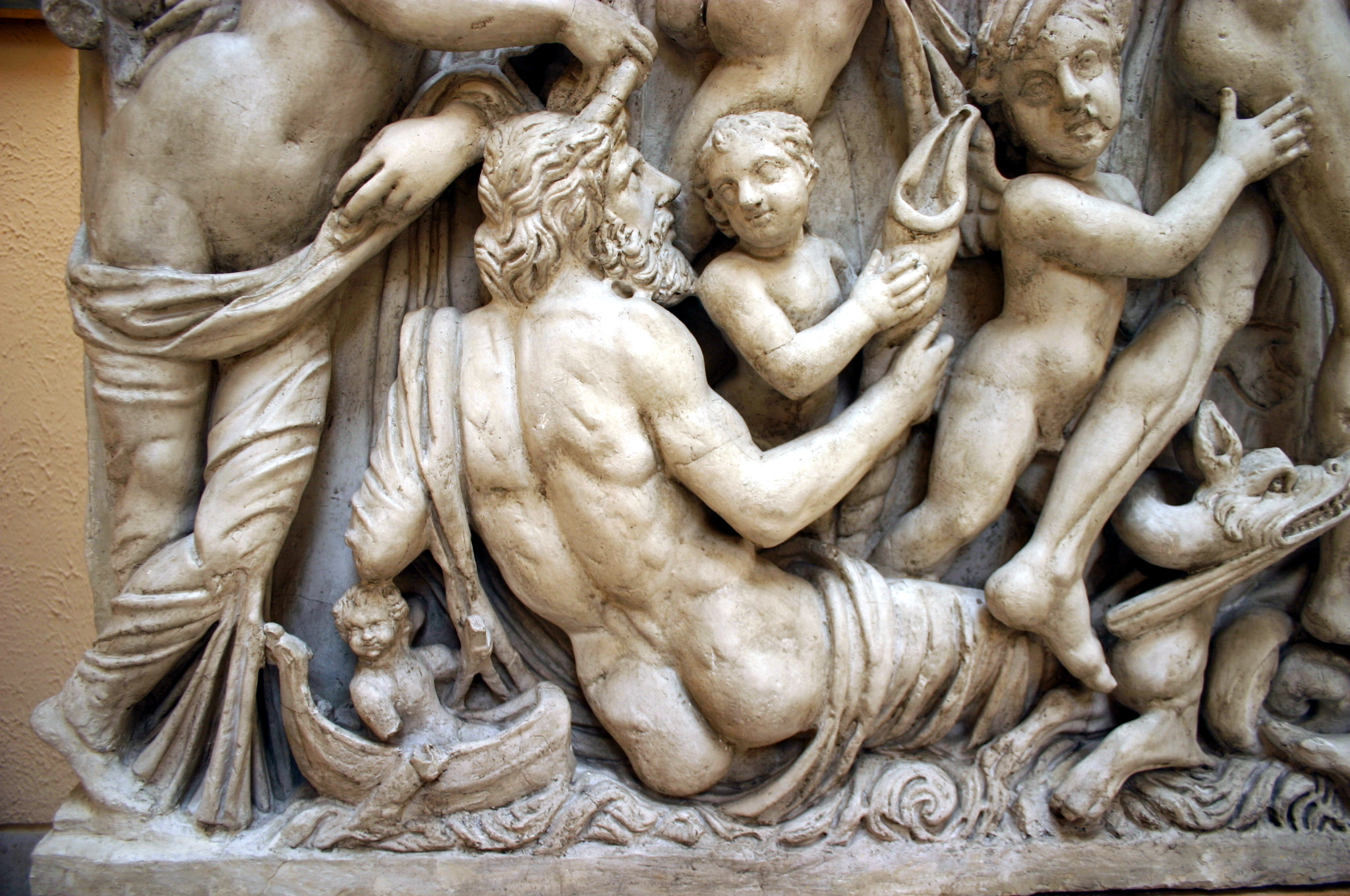
Dettaglio (copia)
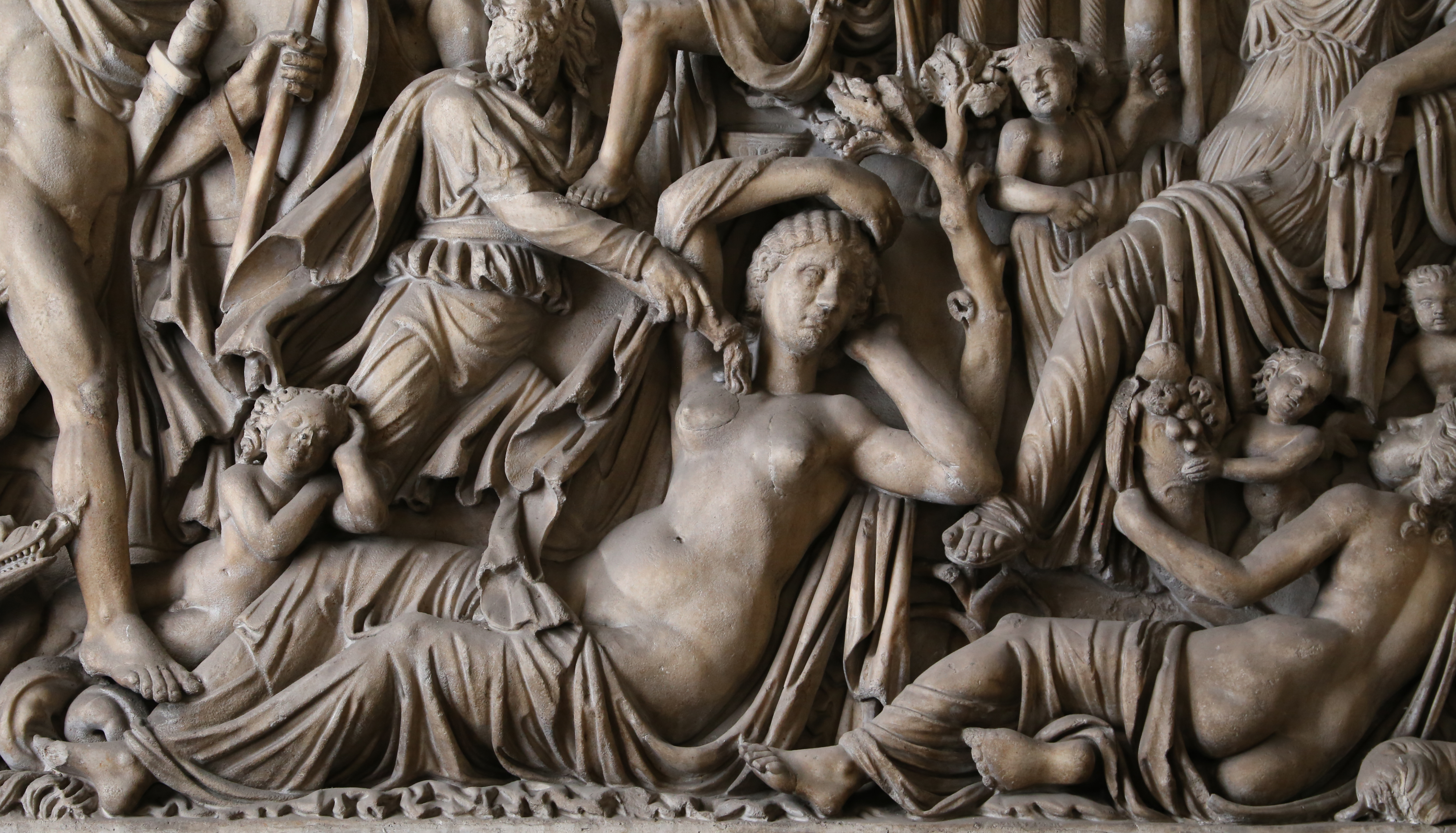
Dettaglio
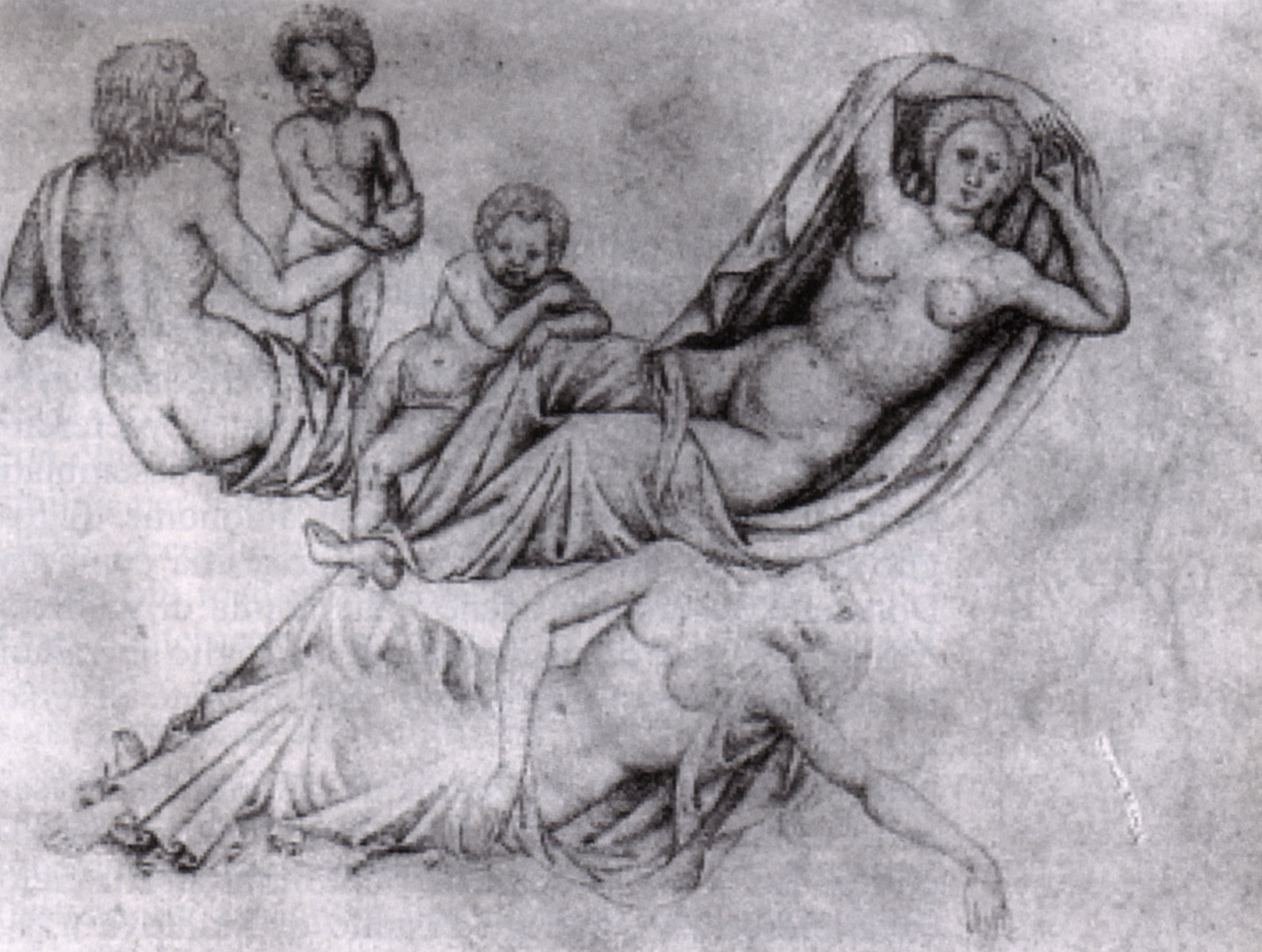
La copia della bottega di Pisanello